# Butlins Grand Masters 1979
Das Butlins Grand Masters 1979 war ein von der British Darts Organisation (BDO) organisiertes, zweitägiges Dartsturnier, das im King’s Cabaret Theatre von Birmingham (England) ausgetragen wurde. Im Finale besiegte der Engländer Bobby George seinen Landsmann Bill Lennard. Im Halbfinale standen John Lowe (England) – Vorjahresfinalist und Sieger der ersten Auflage des Turniers 1977 – und Jocky Wilson (Schottland), während der walisische Titelverteidiger Leighton Rees bereits zuvor ausgeschieden war.

## Teilnehmer
- Eric Bristow
- Tony Brown
- Conrad Daniels
- Bobby George: Sieg
- Paul Gosling
- Bill Lennard: Finale
- Stefan Lord
- John Lowe: Halbfinale
- Dick McGinnis
- Ceri Morgan
- Leighton Rees
- Bert Ridgway
- Rab Smith
- John Stewart
- Nicky Virachkul
- Jocky Wilson: Halbfinale

Fünf Spieler (Bristow, Lord, Lowe, Rees und Virachkul) nahmen in diesem Jahr bereits zum dritten Mal, drei Spieler (Lennard, Smith, Wilson) zum zweiten Mal am Butlins Grand Masters teil.

## Turnierplan
|  | Halbfinale (best of 9 legs) | Halbfinale (best of 9 legs) |              |              | Finale (best of 9 legs) | Finale (best of 9 legs) |
|  |                             |                             |              |              |                         |                         |
|  |                             |                             |              |              |                         |                         |
|  | Bobby George                | 5                           |              |              |                         |                         |
|  | John Lowe                   | 0                           |              |              |                         |                         |
|  |                             |                             | Bobby George |              |                         |                         |
|  |                             |                             |              | Bill Lennard |                         |                         |
|  | Bill Lennard                |                             |              |              |                         |                         |
|  | Jocky Wilson                |                             |              |              |                         |                         |
|  |                             |                             |              |              |                         |                         |